# Musée du peigne et de la plasturgie d'Oyonnax
Le musée du peigne et de la plasturgie est un musée situé à Oyonnax, dans le département de l'Ain, en Auvergne-Rhône-Alpes. Il présente des collections relative à la plasturgie, en particulier des collections de peignes. Il retrace l’Histoire industrielle de la région.
Le musée possède le label Musée de France.

## Présentation
Actuellement abrité par le centre culturel Louis-Aragon, un projet d’aménagement envisage son déménagement[réf. souhaitée] dans l’usine électrique la Grande Vapeur, monument inscrit et classé au titre des monuments historiques.